# Copa Votorantim de 2017
A Copa Votorantim de 2017, então denominada como Copa Brasil Infantil, foi a 22.ª edição deste evento esportivo, um torneio nacional de futebol masculino sub-15 organizado pela Prefeitura de Votorantim.
O torneio compreendeu quatro distintas fases e envolveu a participação de um total de 16 clubes, ocorrendo no período de 12 a 22 de janeiro. A fase inicial consistiu na divisão dos participantes em quatro grupos, nos quais os clubes enfrentaram seus oponentes da mesma chave em partidas de turno único. Nas fases subsequentes, a determinação dos avançados para a fase seguinte baseou-se no resultado de partidas únicas, culminando na redução progressiva do número de clubes a cada fase até a disputa da final.
O título da edição foi conquistado pelo Flamengo, que venceu a decisão contra o Palmeiras pelo placar mínimo. Este triunfo marcou o segundo título na história do clube neste torneio.

## Formato e participantes
A exemplo das edições anteriores, a edição de 2017 da Copa Votorantim foi disputada por 16 clubes, divididos em quatro grupos. Após três rodadas, os líderes e os segundos colocados avançaram para as quartas de final. A partir deste ponto, o sistema muda para partidas eliminatórias até a decisão. Os grupos foram sorteados em 16 de dezembro, e a tabela preliminar foi divulgada uma semana depois.
| Federação         | Equipe                | Títulos                           | Ref.  |
| ----------------- | --------------------- | --------------------------------- | ----- |
| Bahia             | Bahia                 | —                                 | [ 5 ] |
| Bahia             | Vitória               | 1 (2000)                          | [ 5 ] |
| Goiás             | Goiás                 | —                                 | [ 5 ] |
| Minas Gerais      | Atlético Mineiro      | —                                 | [ 5 ] |
| Minas Gerais      | Cruzeiro              | 3 (2002, 2005 e 2006)             | [ 5 ] |
| Paraná            | Coritiba              | 1 (2012)                          | [ 5 ] |
| Rio de Janeiro    | Botafogo              | —                                 | [ 5 ] |
| Rio de Janeiro    | Flamengo              | 1 (2015)                          | [ 5 ] |
| Pernambuco        | Sport                 | —                                 | [ 5 ] |
| Rio Grande do Sul | Grêmio                | 2 (2008 e 2010)                   | [ 5 ] |
| Rio Grande do Sul | Internacional         | 2 (2009 e 2011)                   | [ 5 ] |
| Santa Catarina    | Figueirense           | —                                 | [ 5 ] |
| São Paulo         | Corinthians           | 2 (2003 e 2004)                   | [ 5 ] |
| São Paulo         | Palmeiras             | —                                 | [ 5 ] |
| São Paulo         | São Paulo             | 5 (1991, 1992, 2013, 2014 e 2016) | [ 5 ] |
| São Paulo         | Seleção de Votorantim | —                                 | [ 5 ] |

## Primeira fase
A partida de abertura da Copa Votorantim de 2017 aconteceu em 12 de janeiro, com o atual campeão São Paulo enfrentando o Cruzeiro, terminando em um empate por 1 a 1. No segundo jogo do grupo, o Sport venceu o Internacional, assumindo a liderança. Ao final da segunda rodada, a situação permaneceu a mesma, com os dois jogos terminando em empate. No entanto, na última rodada, tanto o Cruzeiro quanto o São Paulo triunfaram, garantindo suas classificações, com o time mineiro à frente devido ao saldo de gols. Nos outros três grupos, Corinthians, Flamengo e Palmeiras asseguraram suas classificações de forma antecipada e lideraram suas respectivas chaves. Enquanto isso, a segunda posição foi disputada por seis clubes: Bahia, Botafogo e Goiás emergiram vitoriosos nas disputas contra Coritiba, Figueirense e Grêmio, respectivamente.

## Fases finais
Após a definição dos classificados, as quartas de final tiveram início em 17 de janeiro, com duas partidas decididas nas penalidades. Na primeira, o Cruzeiro dominou o Botafogo no primeiro tempo, inclusive desperdiçando uma penalidade. No segundo tempo, o Botafogo abriu o placar e manteve-se superior ao adversário durante grande parte da partida. Entretanto, o clube mineiro empatou no final do tempo regulamentar e avançou nas cobranças de pênaltis. No outro confronto, no clássico majestoso, o empate sem gols persistiu em uma partida marcada pelas fortes chuvas. O São Paulo, assim como o Cruzeiro, avançou nos pênaltis. No dia seguinte, foi a vez de Flamengo e Palmeiras garantirem suas classificações. O clube carioca eliminou o Goiás por 2 a 1, enquanto o paulista eliminou o Bahia pelo placar mínimo.
Com os resultados, Cruzeiro e Palmeiras, e Flamengo e São Paulo formaram os confrontos das semifinais. O Palmeiras foi o primeiro a se classificar ao vencer nos pênaltis, após um empate em 2 a 2. O clube paulista começou melhor, impondo pressão ofensiva e tendo chances de gols, mas acabou cedendo dois gols ao Cruzeiro no contra-ataque. Entretanto, mesmo perdendo a partida, impôs uma pressão e conseguiu o empate em apenas dois minutos, aos 15 e 17 do segundo tempo. Por outro lado, Flamengo e São Paulo protagonizaram um confronto com baixa produção ofensiva, em parte pelo estado ruim do gramado devido às chuvas. De qualquer forma, o clube carioca abriu o placar no primeiro tempo após um erro defensivo do adversário e passou a jogar com a vantagem. A classificação foi selada aos 16 minutos, quando o clube ampliou para 2 a 0.
Em 22 de janeiro, Flamengo e Palmeiras enfrentaram-se pela decisão no estádio Domênico Metidieri. O jogo foi equilibrado, com ambas as equipes mantendo a cautela e atacando pontualmente o adversário. O gol da vitória do Flamengo, e consequentemente do título, foi marcado por Lázaro aos 16 minutos do segundo tempo.
|  | Quartas de final | Quartas de final |           |       | Semifinais | Semifinais |  |  | Final | Final |
|  |                  |                  |           |       |            |            |  |  |       |       |
|  |                  |                  |           |       |            |            |  |  |       |       |
|  |                  |                  |           |       |            |            |  |  |       |       |
|  | Cruzeiro (p.)    | 1 (4)            |           |       |            |            |  |  |       |       |
|  | Cruzeiro (p.)    | 1 (4)            |           |       |            |            |  |  |       |       |
|  | Botafogo         | 1 (1)            |           |       |            |            |  |  |       |       |
|  | Botafogo         | 1 (1)            | Cruzeiro  | 2 (4) |            |            |  |  |       |       |
|  |                  |                  | Cruzeiro  | 2 (4) |            |            |  |  |       |       |
|  |                  | Palmeiras (p.)   | 2 (5)     |       |            |            |  |  |       |       |
|  | Palmeiras        | Palmeiras (p.)   | 2 (5)     | 1     |            |            |  |  |       |       |
|  | Palmeiras        |                  |           | 1     |            |            |  |  |       |       |
|  | Bahia            | 0                |           |       |            |            |  |  |       |       |
|  | Bahia            | 0                | Palmeiras | 0     |            |            |  |  |       |       |
|  |                  |                  | Palmeiras | 0     |            |            |  |  |       |       |
|  |                  | Flamengo         | 1         |       |            |            |  |  |       |       |
|  | Corinthians      | Flamengo         | 1         | 0 (3) |            |            |  |  |       |       |
|  | Corinthians      |                  |           | 0 (3) |            |            |  |  |       |       |
|  | São Paulo (p.)   | 0 (4)            |           |       |            |            |  |  |       |       |
|  | São Paulo (p.)   | 0 (4)            | São Paulo | 0     |            |            |  |  |       |       |
|  |                  |                  | São Paulo | 0     |            |            |  |  |       |       |
|  |                  | Flamengo         | 2         |       |            |            |  |  |       |       |
|  | Flamengo         | Flamengo         | 2         | 2     |            |            |  |  |       |       |
|  | Flamengo         |                  |           | 2     |            |            |  |  |       |       |
|  | Goiás            | 1                |           |       |            |            |  |  |       |       |
|  | Goiás            | 1                |           |       |            |            |  |  |       |       |

- As equipes classificadas estão em negrito.

### Gerais
- «Confira a tabela de jogos da Copa Brasil Infantil de Votorantim 2017». GloboEsporte.com. 12 de janeiro de 2017. Consultado em 1 de abril de 2024. Cópia arquivada em 9 de agosto de 2022
- «Tabela de Classificação da Copa Votorantim de 2017». GloboEsporte.com. Consultado em 3 de abril de 2024. Arquivado do original em 16 de janeiro de 2017

### Específicas
1. ↑  Vitor Monteiro (11 de janeiro de 2017). «Time Sub-15 do Goiás vai disputar a Copa Brasil de Futebol Infantil». Esporte Goiano. Consultado em 1 de abril de 2024. Cópia arquivada em 1 de abril de 2024
2. ↑  «Começa hoje a Copa Brasil de Futebol Infantil». Cruzeiro do Sul. 12 de janeiro de 2017. Consultado em 1 de abril de 2024. Cópia arquivada em 13 de janeiro de 2017
3. ↑  «Grupos da 22ª Copa Brasil de Futebol Infantil de Votorantim são definidos». Gazeta de Votorantim. 16 de dezembro de 2016. Consultado em 1 de abril de 2024. Em congresso técnico realizado na tarde desta quinta-feira (15), no recém-inaugurado Ginásio Poliesportivo Willian Souza Ferreira, o Mirante dos Óvnis, foram definidos os grupos da 22ª Copa Brasil de Futebol Infantil, maior competição da categoria sub-15 do Brasil, marcada para o período de 12 a 22 de janeiro de 2017.
4. ↑  «Divulgada a tabela da 22ª Copa Brasil de Futebol Infantil». Gazeta de Votorantim. 22 de dezembro de 2016. Consultado em 1 de abril de 2024. Cópia arquivada em 1 de abril de 2024
5. ↑  «Copa Brasil de Futebol Infantil começa nesta quinta-feira (12)». Prefeitura de Votorantim. 11 de janeiro de 2017. Consultado em 1 de abril de 2024. Cópia arquivada em 21 de julho de 2022
6. ↑  «São Paulo e Cruzeiro empatam no jogo de abertura da Copa Brasil Infantil». GloboEsporte.com. 12 de janeiro de 2017. Consultado em 1 de abril de 2024. Cópia arquivada em 1 de abril de 2024
7. ↑  «Em jogo disputado, tudo igual na abertura da Copinha em Votorantim». Prefeitura de Votorantim. 13 de janeiro de 2017. Consultado em 1 de abril de 2024. Cópia arquivada em 1 de abril de 2024
8. ↑  «Sport aproveita chances, segura Inter e vence na estreia da Copinha Infantil». GloboEsporte.com. 13 de janeiro de 2017. Consultado em 1 de abril de 2024. Cópia arquivada em 1 de abril de 2024
9. ↑  «Cruzeiro vence Inter, elimina rival e avança à próxima fase na Copa sub-15». GloboEsporte.com. 15 de janeiro de 2017. Consultado em 1 de abril de 2024. Cópia arquivada em 10 de dezembro de 2022
10. ↑  «Com briga e expulsões, São Paulo vence Sport e avança na Copa sub-15». GloboEsporte.com. 15 de janeiro de 2017. Consultado em 1 de abril de 2024. Cópia arquivada em 1 de abril de 2024
11. ↑  «Corinthians vence o Figueirense e se classifica com antecipação no sub-15». GloboEsporte.com. 14 de janeiro de 2017. Consultado em 1 de abril de 2024. Cópia arquivada em 1 de abril de 2024
12. ↑  «Flamengo vence Bahia, segue 100% na Copa Brasil sub-15 e encaminha vaga». GloboEsporte.com. 14 de janeiro de 2017. Consultado em 1 de abril de 2024. Cópia arquivada em 1 de abril de 2024
13. ↑  «Sub-15 do Palmeiras vence o Grêmio e garante classificação na Copa Brasil». GloboEsporte.com. 14 de janeiro de 2017. Consultado em 1 de abril de 2024. Cópia arquivada em 1 de abril de 2024
14. ↑  «Bahia bate seleção de Votorantim e se classifica às quartas de final no sub-15». GloboEsporte.com. 15 de janeiro de 2017. Consultado em 1 de abril de 2024. Cópia arquivada em 16 de janeiro de 2017
15. ↑  «Botafogo vence o Figueirense e se garante nas quartas de final do sub-15». GloboEsporte.com. 15 de janeiro de 2017. Consultado em 1 de abril de 2024. Cópia arquivada em 10 de dezembro de 2022
16. ↑  «Em "jogo de compadres", Palmeiras e Goiás empatam e se classificam na Copinha sub-15». GloboEsporte.com. 15 de janeiro de 2017. Consultado em 1 de abril de 2024. Cópia arquivada em 1 de abril de 2024
17. ↑  «Nos pênaltis, Cruzeiro bate Botafogo e é primeiro semifinalista da Copa sub-15». GloboEsporte.com. 17 de janeiro de 2017. Consultado em 2 de abril de 2024. Cópia arquivada em 2 de abril de 2024
18. ↑  «Com herói nos pênaltis, São Paulo derruba Corinthians e vai à semifinal no sub-15». GloboEsporte.com. 17 de janeiro de 2017. Consultado em 2 de abril de 2024. Cópia arquivada em 2 de abril de 2024
19. ↑  «Flamengo supera o Goiás e vai enfrentar o São Paulo na semifinal do sub-15». GloboEsporte.com. 18 de janeiro de 2017. Consultado em 2 de abril de 2024. Cópia arquivada em 2 de abril de 2024
20. ↑  «Insistente na bola parada, Palmeiras bate Bahia e vai à semi da Copa Brasil sub-15». GloboEsporte.com. 18 de janeiro de 2017. Consultado em 2 de abril de 2024. Cópia arquivada em 2 de abril de 2024
21. ↑  «Após reação, Palmeiras vence Cruzeiro nos pênaltis e se garante na decisão do sub-15». GloboEsporte.com. 17 de janeiro de 2017. Consultado em 2 de abril de 2024. Cópia arquivada em 2 de abril de 2024
22. ↑  «Com um gol em cada tempo, Flamengo bate o São Paulo e é finalista no sub-15». GloboEsporte.com. 17 de janeiro de 2017. Consultado em 2 de abril de 2024. Cópia arquivada em 2 de abril de 2024
23. ↑  «Bicampeão! Flamengo vence Palmeiras e conquista seu 2° título da Copa Brasil sub-15». GloboEsporte.com. 17 de janeiro de 2017. Consultado em 2 de abril de 2024. Cópia arquivada em 2 de abril de 2024